# Margo Sari (Ilir Talo)
Margo Sari is een bestuurslaag in het regentschap Seluma van de provincie Bengkulu, Indonesië. Margo Sari telt 528 inwoners (volkstelling 2010).